# 中村省三
中村 省三（なかむら せいぞう/なかむら しょうぞう、生年不明 - 1945年（昭和20年）8月11日）は、日本の海軍軍人。太平洋戦争を潜水艦長として戦い、商船攻撃や物資輸送に功績を挙げた。その死は終戦を目前とした戦病死であるが、原因は広島市への原爆投下による被爆であった。最終階級は海軍大佐。

## 生涯
中村は福島県出身の海兵54期生で、 1926年（大正15年）に海軍兵学校を卒業した。海兵54期はワシントン海軍軍縮条約の影響で生徒数の削減が行われ、同期生は68名である。中村の席次は下位であった。同期生には青年士官運動の影響を受ける者もおり、4名が特高警察作成のブラックリストに掲載されているが、中村の名はない。中村は 潜水艦専攻士官として、「呂66」、「呂61」、「伊61」で潜水艦長を歴任した。

### 伊53潜水艦長
1941年（昭和16年）1月、｢伊53｣潜水艦長に補される。「伊53」は海大3型aのネームシップで、魚雷16本の攻撃力を有したが、中村着任時には竣工後12年を経過していた老朽艦であった。「伊53」は同型艦の「伊54」、「伊55」とともに第四潜水戦隊（吉富説三司令官）に属する第一八潜水隊（貴島盛次司令）を構成した。中村の「伊53」は太平洋戦争開戦時はマレー半島東方の散開線配備に就き、英東洋艦隊の出撃に備える。マレー潜水艦部隊は機雷を敷設し、さらにその北方に三段の散開線を展開し、「伊53」の担当はその一段目東端であった。

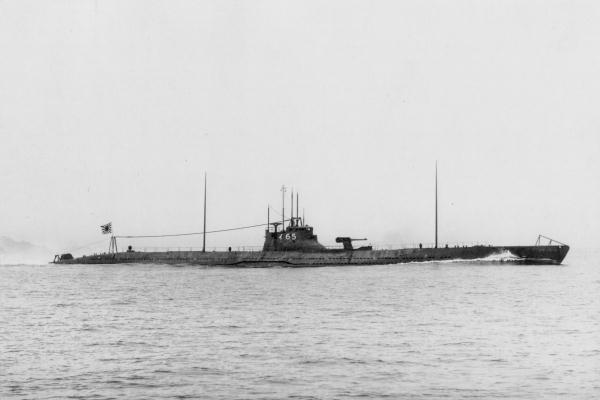
イギリス戦艦発見電を発した「伊65」。潜水艦長は原田毫衛少佐。

散開線の2列目を担当した「伊65」は、プリンス・オブ・ウェールズ、レパルスを発見し、「伊58」は雷撃したが命中していない。南方部隊指揮官近藤信竹は12月26日にマレー作戦、蘭印作戦支援のため第二期作戦兵力部署を発令し、第一八潜水隊を含む第四潜水戦隊はマレー潜水部隊として連合国艦船の攻撃に向かった。「伊53」はシンガポール付近に配置され、12月29日にカムラン湾を出撃したが、故障のため引き返し、翌年1月6日に再出撃した。「伊53」はカリマタ海峡などで索敵したが、戦果はなかった。マレー潜水部隊指揮官でもある吉富少将は、第38師団（佐野忠義師団長）が実施するパレンバン、バンカ島攻略を目的としたL作戦に協力するため、「伊53」および「呂33」にスンダ海峡北に散開線配備を命じたが、両艦とも会敵していない。2月7日、第16軍（今村均軍司令官）が実施するジャワ島攻略に協力するため、第四潜水戦隊と第六潜水戦隊（河野千万城司令官）をもって甲潜水部隊が編成された。「伊53」もこの部隊に属し、同日にカムラン湾を出撃した。アナンバスで待機したのち、チラチャップ沖に進出するが、途中で駆逐艦から攻撃を受けている。「伊53」は2月27日に蘭船を、翌日には英船、蘭船各1隻、計3隻11,002tを撃沈した。第一八潜水隊は、これまで戦果に恵まれなかったが、この作戦行動で「伊54」が1隻8,806t、「伊55」は2隻6,456tを撃沈した。第四潜水戦隊は3月をもって解隊となり、第一八潜水隊は日本へ帰還。「伊53」は練習潜水艦となり、中村は5月24日をもって離任した。

### 伊6潜水艦長
中村は「伊6」潜水艦長に転じる。「伊6」は巡潜2型で同型艦は存在せず、前任の稲葉通宗時代には真珠湾攻撃に加わり、「サラトガ」に魚雷を命中させていた戦歴を持っていた。所属は第二潜水戦隊（市岡寿司令官）で、「伊4」、「伊5」とともに第八潜水隊（竹崎馨司令）を構成した。第二潜水戦隊は整備終了後に豪州方面での作戦が予定されていたが、 第五艦隊を基幹とする北方部隊に編入となる。ミッドウェー海戦の敗北を受けて、連合艦隊司令部はアメリカ海軍が北方で作戦する場合に備えて兵力増強を図ったためである。「伊6」は6月20日に横須賀を出港し、西経178度、北緯50度から48度付近に設定されたK散開線での哨戒、アトカ島の偵察を行い、またキスカ島の防衛任務に就いた。しかし、米の反撃は行われず、第二潜水戦隊は老朽艦で構成される第二六潜水隊、第三三潜水隊（加藤良之助司令）に後を譲り帰還した。中村の「伊6」は単艦残留して引き続きキスカ島の防衛にあたり、原隊復帰は二週間遅れの8月15日である。
「伊6」は横須賀で整備を受けるが、この間に第二潜水戦隊および第八潜水隊は解隊となっている。

### 伊16潜水艦長

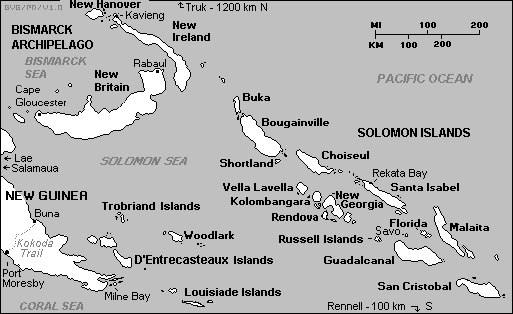
「伊16」はショートランドやラバウルから輸送に出撃した。「伊20」との接触はニューブリテン島南方で起きている。

1943年（昭和17年）12月18日、中村は「伊16」潜水艦長に補され、翌々年の2月15日まで指揮を執り、在任中に中佐へ進級する。「伊16」は、巡潜丙型のネームシップで、魚雷20本の攻撃力を有していたが、開戦以来甲標的搭載艦として使用されていた。中村が着任した時期は、ガダルカナルの戦いで日本は劣勢に追い込まれ、11月には「餓島」と呼ばれようになったガダルカナル島への潜水艦による物資輸送が開始されていた。なお同地にあった第二師団（丸山政男師団長）は、中村の郷土部隊である。「伊16」は1943年1月から潜水艦輸送に従事する。13日にガダルカナル島カミンボに到着したが航空機の制圧を受け、会同を図った大発は現れなかった。このため物資を詰めたドラム缶を浮揚して離脱している。次いで25日にガダルカナル島エスペランスに到達し、運貨筒を使用して物資18tの揚陸に成功した。「伊16」は輸送成功後に、ケ号作戦に策応するため甲潜水部隊への編入が予定されており、「伊16」はガダルカナル南方の甲散開線で配置に就く。2月3日には巡洋艦等の部隊を発見したが襲撃には至っていない。この間、橋本信太郎を指揮官とする駆逐艦部隊はガダルカナル撤退作戦を成功させた。「伊16」は戌潜水部隊に編入され、エスピリッサント付近で敵艦船攻撃を命令されたが会敵せず、トラックへの帰還は2月26日である。「伊16」は再び輸送に従って4月1日にラエに到達し、糧食約40tの揚陸に成功している。

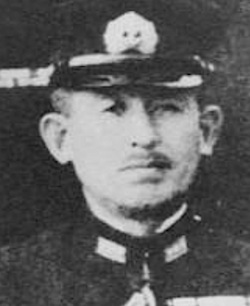
「伊16」に乗艦し、ウエワクに向かった遠藤喜一司令長官。

しかしこの帰途でやはりラエへの輸送に従事していた「伊20」（工藤兼雄潜水艦長）と水中接触事故が起きた。「伊20」には異常がなく、3日にラエで物資を揚陸し、その帰途では安達二十三第十八軍軍司令官らを同乗させている。「伊16」の損傷は軽微であったが、日本へ帰還することとなった。所属は第一潜水戦隊第一潜水隊となるが、同隊は9月25日をもって解隊となり、第二潜水隊へ編入となる。9月、南方へ出撃した「伊16」は再び潜水艦輸送に従い、ラバウル、シオ（ニューブリテン島東部）間で6回の輸送に成功し、また第九艦隊司令部をウェワクに輸送している。こののち第一潜水戦隊は解隊となり、「伊16」は横須賀へ帰還。中村は離任した。

### 伊157潜水艦長
1944年（昭和19年）2月25日、「伊157」潜水艦長に補される。この艦は海大3型bの一艦であるが、竣工は1929年（昭和4年）という老朽艦で、1942年6月までは実戦に従事したが、以降は呉鎮守府部隊に所属していた。しかし1945年（昭和20年）4月に他の海大六型潜水艦5隻とともに第三四潜水隊に編入される。「伊157」は他の4隻と共に「回天」を太平洋側に設置された回天基地へ輸送し、さらに本土決戦に出撃する「回天」の搭載艦としての訓練を行った。しかし8月6日に起きた広島市への原爆投下によって中村は被爆し、9日付で「伊157」潜水艦長から離任した。その死はさらに2日後であり、同日付で大佐へ進級している。